# Otzing
Otzing è un comune tedesco di 2 006 abitanti, situato nel land della Baviera.